# Gyna cyclops
Gyna cyclops är en kackerlacksart som beskrevs av Hanitsch 1930. Gyna cyclops ingår i släktet Gyna och familjen jättekackerlackor. Inga underarter finns listade i Catalogue of Life.